# Månfiskar
Månfiskar (Monodactylidae) är en familj inom ordningen abborrartade fiskar. Månfiskarna finns längs Afrikas- och södra Asiens kust samt fram till västra Stilla havet. De är kan leva både i saltvatten, bräckt vatten och sötvatten.
Flera arter bildar stora stim i flodmynningar.

## Släkten och arter
- Monodactylus
  - Silvermånfisk (Monodactylus argenteus)
  - Monodactylus falciformis
  - Monodactylus kottelati
  - Monodactylus sebae
- Schuettea
  - Schuettea scalaripinnis
  - Schuettea woodwardi